# Алдабергенов, Жапек Нургазинович
Жапек Нургазинович Алдабергенов (каз. Жәпек Нұрғазыұлы Алдабергенов; 6 мая 1932 года, село Пролетарка, Восточно-Казахстанская область, Казахская АССР — 6 сентября 1994 года) — рафинировщик Усть-Каменогорского свинцово-цинкового комбината имени В. И. Ленина Восточно-Казахстанского Совнархоза, Казахская ССР. Герой Социалистического Труда (1963).

## Биография
Родился в 1932 году в крестьянской семье в селе Пролетарка (сегодня — Уланский район Восточно-Казахстанской области). С 1947 года трудился разнорабочим на прииске «Канайка». С 1952 года — разливальщик горячего металла, рафинировщик на свинцово-цинковом комбинате имени Ленина в городе Усть-Каменогорск.
В своей трудовой деятельности применял рационализаторские методы, что привело к увеличению производительности труда. За выдающиеся успехи, достигнутые в деле развития цветной металлургии удостоен звания Героя Социалистического Труда указом Президиума Верховного Совета СССР от 20 июля 1963 года c вручением ордена Ленина и золотой медали «Серп и Молот».
В 1966 году выполнил плановые задания на 117,2 %. Неоднократно побеждал в заводском социалистическом соревновании. Удостоен званий «Ударник коммунистического труда», «Отличник социалистического соревнования» и «Отличный металлург».
Награды
- Герой Социалистического Труда
- Орден Трудового Красного Знамени